# 庄野金十郎
庄野 金十郎（しょうの きんじゅうろう、1857年3月23日（安政4年2月28日）- 1928年（昭和3年）8月12日）は、日本の弁護士、新聞経営者、政治家。福岡日日新聞社社長、衆議院議員。旧姓・渡辺。

## 経歴
筑前国那珂郡、のちの警固村（現福岡県福岡市中央区）で、福岡藩士・渡辺平内の長男として生まれる。明治3年（1870年）、庄野顕宜の養子となる。法律を学び、1880年（明治13年）代言人（弁護士）となる。
自由民権運動に加わり、福岡県会議員、同常置委員、同副議長、同議長などを務めた。1908年（明治41年）5月、第10回衆議院議員総選挙で福岡県郡部から立憲政友会所属で出馬して当選し、衆議院議員を一期務めた。その他、政友会福岡県支部幹事長、同支部長を務めて、党勢の拡大に尽力した。
1888年（明治21年）有志8名と福岡日日新聞社の経営権の譲渡を受け、1912年、同社の合資会社化に伴い社長に就任し、同社の経営近代化に尽力した。